# Fundulopanchax
Fundulopanchax – rodzaj ryb karpieńcokształtnych z rodziny Nothobranchiidae.

## Klasyfikacja
Gatunki zaliczane do tego rodzaju:
- Fundulopanchax amieti – proporczykowiec Amieta[3]
- Fundulopanchax arnoldi – proporczykowiec Arnolda[4]
- Fundulopanchax avichang
- Fundulopanchax batesii
- Fundulopanchax cinnamomeum – proporczykowiec cynamonowy[5]
- Fundulopanchax deltaense
- Fundulopanchax fallax
- Fundulopanchax filamentosus - proporczykowiec nakrapiany[5]
- Fundulopanchax gardneri – proporczykowiec Gardnera[4], proporczykowiec nigeryjski[5]
- Fundulopanchax gresensi
- Fundulopanchax gularis – proporczykowiec błękitny[6], proporczykowiec żółty[potrzebny przypis]
- Fundulopanchax intermittens
- Fundulopanchax kamdemi
- Fundulopanchax kribianus
- Fundulopanchax marmoratus
- Fundulopanchax mirabilis
- Fundulopanchax moensis
- Fundulopanchax ndianus
- Fundulopanchax oeseri – proporczykowiec Meinkena[4]
- Fundulopanchax powelli
- Fundulopanchax puerzli
- Fundulopanchax robertsoni
- Fundulopanchax rubrolabialis
- Fundulopanchax scheeli – proporczykowiec Scheela[7]
- Fundulopanchax sjostedti – proporczykowiec niebieski[3]
- Fundulopanchax spoorenbergi
- Fundulopanchax traudeae
- Fundulopanchax walkeri – proporczykowiec Walkera[5]

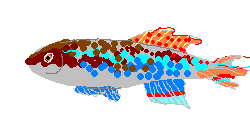
Fundulopanchax gularis
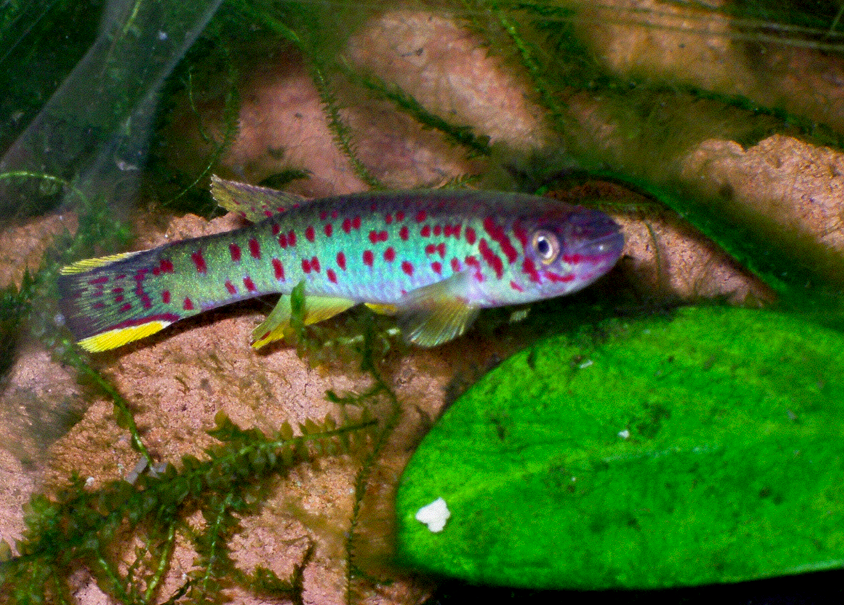
Fundulopanchax scheeli